# Pływanie na Letnich Igrzyskach Olimpijskich 1968 – 100 m stylem grzbietowym mężczyzn
100 m stylem grzbietowym mężczyzn – jedna z konkurencji pływackich rozgrywanych podczas XIX Igrzysk Olimpijskich w Meksyku. Eliminacje i półfinały odbyły się 21 października, a finał 22 października 1968 roku.
W tej powracającej po 8 latach konkurencji mistrzem olimpijskim został reprezentant NRD Roland Matthes, który pobił rekord olimpijski, uzyskawszy na igrzyskach jako pierwszy pływak w historii czas poniżej minuty (58,6). Pozostałe miejsca na podium zajęli Amerykanie: srebrny medal wywalczył Charles Hickcox (1:00,2), a brąz, z czasem 1:00,5 zdobył Ronnie Mills. 
Dzień wcześniej, w eliminacjach Amerykanin Larry Barbiere wyrównał rekord olimpijski z poprzednich igrzysk. Kilka minut później, Roland Matthes poprawił rekord czasem 1:01,0.

## Rekordy
Przed zawodami rekord świata i rekord olimpijski wyglądały następująco:
| Rekord            | Zawodnik       | Czas   | Miejsce | Data             |       |
| ----------------- | -------------- | ------ | ------- | ---------------- | ----- |
| Rekord świata     | Roland Matthes | 58,4   | Lipsk   | 21 września 1967 | [ 1 ] |
| Rekord olimpijski | David Theile   | 1:01,9 | Rzym    | 31 sierpnia 1960 | [ 2 ] |

W trakcie zawodów ustanowiono następujące rekordy:
| Data            | Etap konkurencji      | Zawodnik       | Czas   | Rekord |
| --------------- | --------------------- | -------------- | ------ | ------ |
| 21 października | wyścig eliminacyjny 1 | Larry Barbiere | 1:01,9 | =      |
| 21 października | wyścig eliminacyjny 2 | Roland Matthes | 1:01,0 | OR     |
| 22 października | finał                 | Roland Matthes | 58,7   | OR     |

- 26 października Roland Matthes płynąc na pierwszej zmianie sztafety zmiennej 4 × 100 m, ustanowił nowy rekord świata (58,0) na dystansie 100 m stylem grzbietowym[3].

## Wyniki

### Eliminacje
| Miejsce | Wyścig | Zawodnik                | Państwo           | Czas     | Uwagi |
| ------- | ------ | ----------------------- | ----------------- | -------- | ----- |
| 1.      | 2      | Roland Matthes          | NRD               | 1:01,0   | Q,    |
| 2.      | 4      | Charles Hickcox         | Stany Zjednoczone | 1:01,1   | Q     |
| 3.      | 3      | Jim Shaw                | Kanada            | 1:01,8   | Q     |
| 4.      | 6      | Ronnie Mills            | Stany Zjednoczone | 1:01,8   | Q     |
| 5.      | 1      | Larry Barbiere          | Stany Zjednoczone | 1:01,9   | Q     |
| 6.      | 1      | Franco Chino            | Włochy            | 1:02,0   | Q     |
| 7.      | 4      | Franco Del Campo        | Włochy            | 1:02,3   | Q     |
| 8.      | 1      | Reinhard Blechert       | RFN               | 1:02,7   | Q     |
| 9.      | 6      | Bob Schoutsen           | Holandia          | 1:02,8   | Q     |
| 10.     | 4      | Danijel Vrhovšek        | Jugosławia        | 1:02,9   | Q     |
| 11.     | 2      | Santiago Esteva         | Hiszpania         | 1:03,0   | Q     |
| 12.     | 4      | Joseph Jackson          | Wielka Brytania   | 1:03,0   | Q     |
| 13.     | 3      | Wiktor Mazanow          | ZSRR              | 1:03,1   | Q     |
| 14.     | 5      | Jurij Hromak            | ZSRR              | 1:03,2   | Q     |
| 15.     | 6      | Karl Byrom              | Australia         | 1:03,2   | Q     |
| 16.     | 2      | Ejvind Pedersen         | Dania             | 1:03,5   | Q     |
| 17.     | 5      | Leonardo Baremboin      | Argentyna         | 1:04,0   |       |
| 18.     | 6      | Kishio Tanaka           | Japonia           | 1:04,0   |       |
| 19.     | 3      | Roddy Jones             | Wielka Brytania   | 1:04,1   |       |
| 20.     | 2      | Jewgienij Spiridonow    | ZSRR              | 1:04,2   |       |
| 21.     | 3      | José Joaquín Santibáñez | Meksyk            | 1:04,2   |       |
| 22.     | 3      | Herman Verbauwen        | Belgia            | 1:04,6   |       |
| 23.     | 5      | László Cseh             | Węgry             | 1:04,6   |       |
| 24.     | 6      | César Filardi           | Brazylia          | 1:04,6   |       |
| 25.     | 2      | Jesús Cabrera           | Hiszpania         | 1:04,8   |       |
| 26.     | 5      | Hans Tegeback           | Szwecja           | 1:05,1   |       |
| 27.     | 5      | Jaime Rivera            | Meksyk            | 1:05,1   |       |
| 28.     | 4      | Gerald Evard            | Szwajcaria        | 1:05,8   |       |
| 29.     | 3      | Gary Goodner            | Portoryko         | 1:06,3   |       |
| 30.     | 2      | Eliseo Vidal            | Kuba              | 1:06,4   |       |
| 31.     | 1      | Luis Angel Acosta       | Meksyk            | 1:06,5   |       |
| 32.     | 5      | Francisco Ramis         | Portoryko         | 1:07,2   |       |
| 33.     | 2      | Ronnie Wong             | Hongkong          | 1:11,3   |       |
| 34.     | 3      | Yacoub Masboungi        | Liban             | 1:11,6   |       |
| 35.     | 6      | Antonio Cruz            | Gwatemala         | 1:11,8   |       |
| 36.     | 1      | Friedrich Jokisch       | Salwador          | 1:13,7   |       |
| 37.     | 4      | Arturo Carranza         | Salwador          | 1:17,4   |       |
| 41. !   | 1      | Carlos van der Maath    | Argentyna         | 9:99,9 ! | DNS   |
| 41. !   | 4      | Paul Nash               | Jamajka           | 9:99,9 ! | DNS   |
| 41. !   | 5      | Geoffrey Ferreira       | Trynidad i Tobago | 9:99,9 ! | DNS   |
| 41. !   | 6      | Tom Arusoo              | Kanada            | 9:99,9 ! | DNS   |

### Półfinały

#### Półfinał 1
| Miejsce | Zawodnik          | Państwo           | Czas   | Uwagi |
| ------- | ----------------- | ----------------- | ------ | ----- |
| 1.      | Charles Hickcox   | Stany Zjednoczone | 1:01,6 | Q     |
| 2.      | Jim Shaw          | Kanada            | 1:01,9 | Q     |
| 3.      | Reinhard Blechert | RFN               | 1:02,2 | Q     |
| 4.      | Jurij Hromak      | ZSRR              | 1:02,4 |       |
| 5.      | Franco Chino      | Włochy            | 1:02,7 |       |
| 6.      | Danijel Vrhovšek  | Jugosławia        | 1:02,7 |       |
| 7.      | Joseph Jackson    | Wielka Brytania   | 1:02,8 |       |
| 8.      | Ejvind Pedersen   | Dania             | 1:03,6 |       |

#### Półfinał 2
| Miejsce | Zawodnik         | Państwo           | Czas   | Uwagi |
| ------- | ---------------- | ----------------- | ------ | ----- |
| 1.      | Roland Matthes   | NRD               | 1:01,3 | Q     |
| 2.      | Larry Barbiere   | Stany Zjednoczone | 1:01,6 | Q     |
| 3.      | Ronnie Mills     | Stany Zjednoczone | 1:01,8 | Q     |
| 4.      | Franco Del Campo | Włochy            | 1:02,1 | Q     |
| 5.      | Bob Schoutsen    | Holandia          | 1:02,1 | Q     |
| 6.      | Karl Byrom       | Australia         | 1:02,3 |       |
| 7.      | Santiago Esteva  | Hiszpania         | 1:02,4 |       |
| 8.      | Wiktor Mazanow   | ZSRR              | 1:02,5 |       |

### Finał
| Miejsce | Zawodnik          | Państwo           | Czas   | Uwagi |
| ------- | ----------------- | ----------------- | ------ | ----- |
| 1. !    | Roland Matthes    | NRD               | 58,7   | OR    |
| 2. !    | Charles Hickcox   | Stany Zjednoczone | 1:00,2 |       |
| 3. !    | Ronnie Mills      | Stany Zjednoczone | 1:00,5 |       |
| 4.      | Larry Barbiere    | Stany Zjednoczone | 1:01,1 |       |
| 5.      | Jim Shaw          | Kanada            | 1:01,4 |       |
| 6.      | Bob Schoutsen     | Holandia          | 1:01,8 |       |
| 7.      | Reinhard Blechert | RFN               | 1:01,9 |       |
| 8.      | Franco Del Campo  | Włochy            | 1:02,0 |       |